# Parma (stad)
Parma is een stad in de Povlakte in de Italiaanse regio Emilia-Romagna. De stad telt 190.522 inwoners (1 januari 2013).
Parma is een industriestad die vooral van belang is voor de voedingswarenindustrie. Aan de stad zijn producten als de Parmezaanse kaas en parmaham verbonden. Het zuivelconcern Parmalat heeft hier zijn thuisbasis.
Parma vormde samen met Piacenza eeuwenlang een hertogdom (Hertogdom Parma en Piacenza), waaraan namen verbonden zijn als Margaretha van Parma en Alexander Farnese, kortweg de hertog van Parma, die in de geschiedenis van de Nederlanden een belangrijke rol hebben gespeeld. De huidige hertog van Parma is prins Carlos de Bourbon de Parme, zoon van prinses Irene der Nederlanden en prins Carel Hugo.
Parma beschikt over een monumentale historische binnenstad.
Bekende Parmezanen waren de operacomponist Giuseppe Verdi, die in de buurt van de stad werd geboren en naar wie het plaatselijke vliegveld is genoemd, de dirigent Arturo Toscanini en de filmregisseur Bernardo Bertolucci.

## Bezienswaardigheden
- De 11de-eeuwse kathedraal
- Het achthoekige baptisterium uit 1196
- De kerk San Giovanni Evangelista uit de 15de eeuw
- Het heiligdom van Santa Maria della Steccata uit de 16de eeuw, waarin zich de crypte bevindt van de hertogen van Parma (hier is op 28 augustus 2010 prins Carlos Hugo van Bourbon-Parma bijgezet)
- Het 13de-eeuwse Palazzo del Governatore
- Het Parco ducale
- De theaters Farnese en Regio
- S.S.D. Parma Calcio 1913 (plaatselijke voetbalclub)

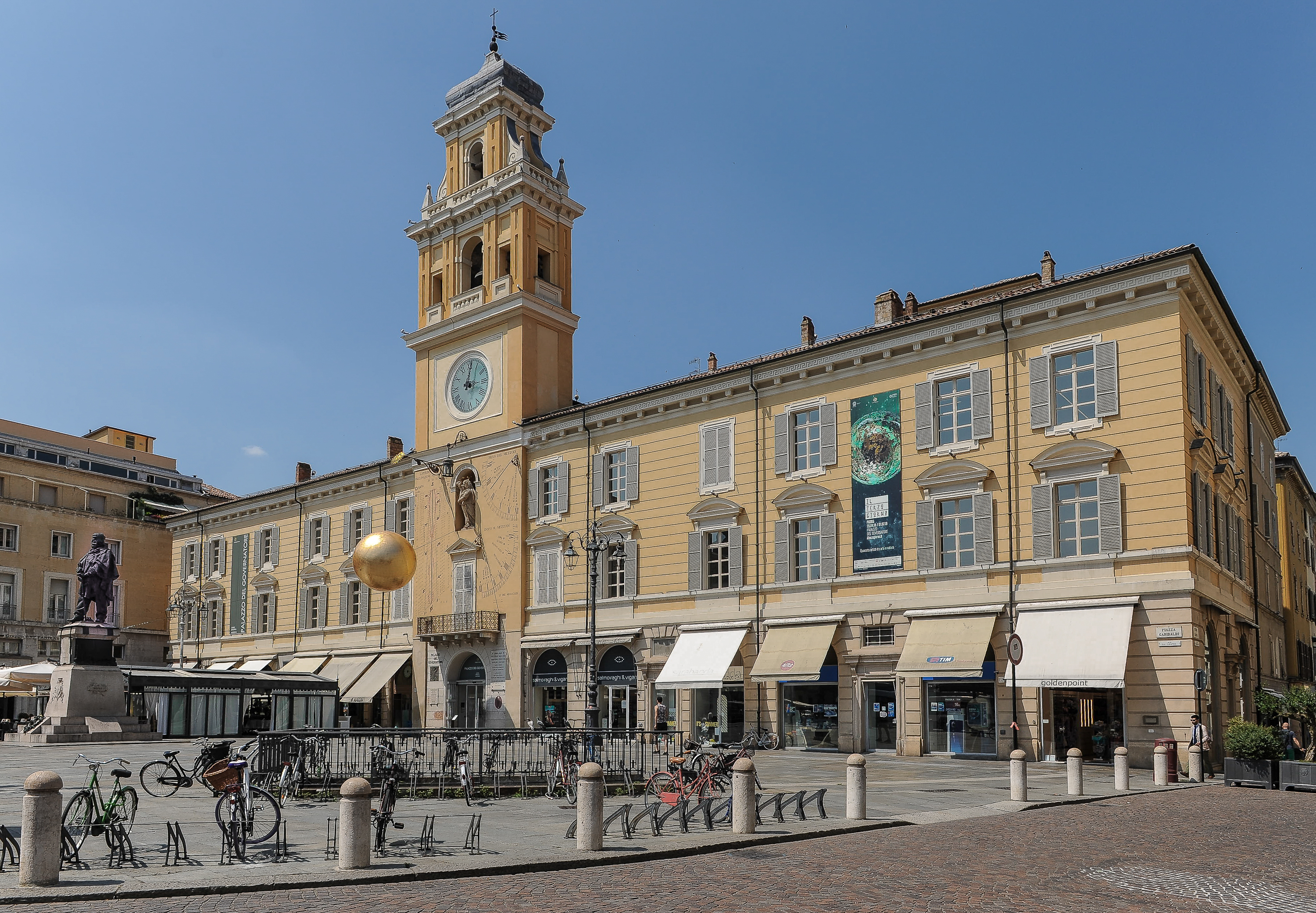
Palazzo del Governatore

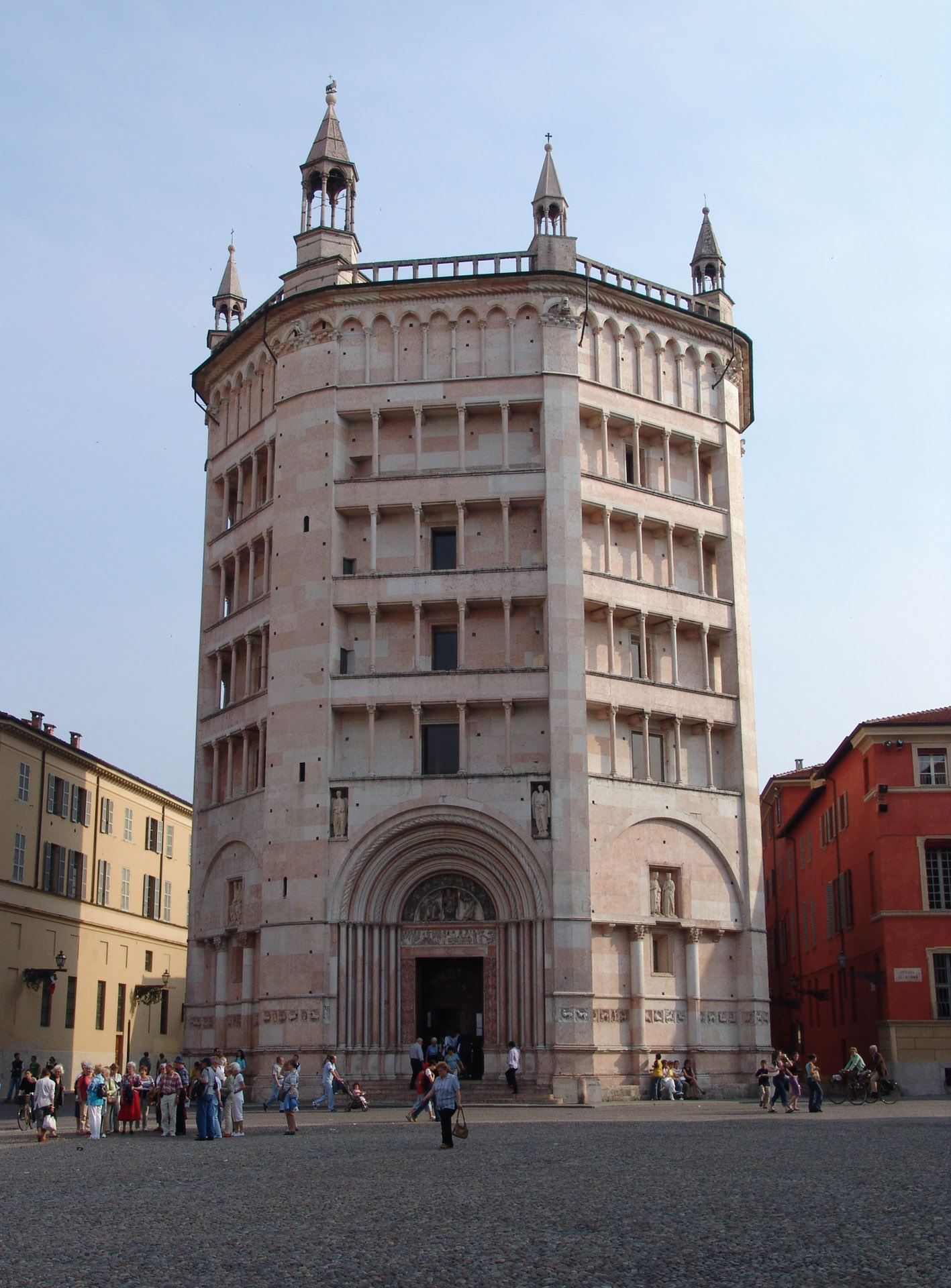
Baptisterium

## Musea
- Galleria Nazionale di Parma

## Sport
Parma Calcio 1913 is de professionele voetbalploeg van Parma en speelt in het Stadio Ennio Tardini. Parma Calcio 1913 is na een faillissement de opvolger van AC Parma en moest op een lager niveau herbeginnen. In 2019 bereikte Parma opnieuw de Serie A. AC Parma won in het verleden onder andere de Europacup II met spelers als Lilian Thuram

## Partnersteden
- Guadalajara, Spanje sinds 1982

## Geboren in Parma
- Tegenpaus Clemens III (1020/1030-1100), of Wibertus
- Giacomo Rossi (circa 1363-1418), bisschop van Verona, bisschop van Luni, aartsbisschop van Napels
- Giovanni Piacentini (14e eeuw - 1404), Latijns aartsbisschop van Patras in Griekenland, pseudokardinaal
- Parmigianino (geboren als Girolamo Francesco Maria Mazzola) (1503-1540), schilder en etser
- Ranuccio I Farnese (1569-1622), hertog van Parma en Piacenza
- Sisto Badalocchio (1585-ca. 1647), kunstschilder
- Niccolò Zucchi (1586-1670), astronoom
- Odoardo Farnese (1612-1646), hertog van Parma en Piacenza
- Francesco Farnese (1678-1727), hertog van Parma en Piancenza
- Antonio Farnese (1679-1731), hertog van Parma en Piancenza
- Elisabetta Farnese (1692-1766), prinses van Parma en koningin van Spanje
- Maria Louisa van Parma (1751-1819), koningin van Spanje
- Macedonio Melloni (1798-1854), natuurkundige
- Camillo Róndani (1808-1879), entomoloog
- Pio Carlo Nevi (1848-1930), componist, dirigent, trombonist en muziekpedagoog
- Roberto Mantovani(1854-1933), violist en natuurwetenschapper
- Luigi Bianchi (1856-1928), wiskundige
- Arturo Toscanini (1867-1957), dirigent
- Luiz Fabbi (1890-1966), voetballer
- Paola Borboni (1900-1995), actrice
- Lino Ventura (1919-1987), Frans acteur van Italiaanse afkomst
- Umberto Masetti (1926-2006), motorcoureur
- Alberto Bevilacqua (1934-2013), schrijver, filmregisseur en scenarist
- Vittorio Adorni (1937-2022), wielrenner
- Bernardo Bertolucci (1941-2018), filmregisseur
- Giuseppe Bertolucci (1947-2012), filmregisseur en scenarist
- Graziano Cesari (1956), voetbalscheidsrechter
- Michele Rinaldi (1959), motorcrosser
- Stefano Pioli (1965), voetbalcoach
- Federico Bocchia (1986), zwemmer
- Daniele Dessena (1987), voetballer
- Pietro Gandolfi (1987), autocoureur
- Adriano Malori (1988), wielrenner
- Davide Ancelotti (1989), voetbaltrainer
- Gian Marco Ferrari (1992), voetballer
- Andrea Belicchi (1994), autocoureur
- Alberto Cerri (1996), voetballer
- Marcus Thuram (1997), Frans voetballer